# Antoni Szymon Kramkowski
Antoni Szymon Kramkowski herbu Cholewa – cześnik podlaski w latach 1752–1783.
Jako poseł ziemi łomżyńskiej na sejm elekcyjny był elektorem Stanisława Augusta Poniatowskiego w 1764 roku z ziemi łomżyńskiej.